# Psidium ganevii
Psidium ganevii är en myrtenväxtart som beskrevs av Leslie Roger Landrum och Funch. Psidium ganevii ingår i släktet Psidium och familjen myrtenväxter. Inga underarter finns listade i Catalogue of Life.